# Baronía de la Andaya
La baronía de la Andaya es un título nobiliario español creado por la reina regente María Cristina de Habsburgo-Lorena, durante la minoría de edad del rey Alfonso XIII, en favor de José Patricio Fernández de Lascoiti y Sancha, senador del reino, mediante real decreto del 21 de enero de 1891 y real despacho del día 21 del mismo mes y año.

## Barones de la Andaya
|                           | Titular                                      | Periodo                   |
| Creación por Alfonso XIII | Creación por Alfonso XIII                    | Creación por Alfonso XIII |
| ------------------------- | -------------------------------------------- | ------------------------- |
| I                         | José Patricio Fernández de Lascoiti y Sancha | 1891-1907                 |
| II                        | José Fernández de Lascoiti y Jiménez         | 1907-1936                 |
| III                       | José Fernández de Lascoiti y de Zulueta      | 1950-1983                 |
| IV                        | Fabiola Fernández de Lascoiti y Franco       | 1986-hoy                  |

## Historia de los barones de la Andaya
- José Fernández de Lascoiti (Madrid, 17 de marzo de 1848-21 de marzo de 1907), I barón de la Andaya, conde pontificio de Lascoiti, senador del reino, gran cruz de Isabel la Católica, gentilhombre de cámara del rey con ejercicio.[2]

Casó con María de los Dolores Jiménez y González-Núñez. El 16 de enero de 1908 le sucedió su hijo:
- José Fernández de Lascoiti y Jiménez (n. Madrid, 18 de enero de 1880), II barón de la Andaya, conde pontificio de Lascoiti, mayordomo de semana del rey.[2]

Casó el 6 de agosto de 1901, en Madrid, con María de las Angustias de Zulueta y Martos, II baronesa de Spínola. En 1950, por cesión, le sucedió su hijo:
- José Fernández de Lascoiti y de Zulueta (Madrid, 24 de julio de 1902-Burgos, 14 de junio de 1983), III barón de la Andaya, III barón de Spínola, IV marqués de Álava, IV vizconde de Casablanca, conde pontificio de Lascoiti, caballero de la Orden de Malta.[4][2]

Casó con Ana Gonzalo y Fanlo. Sin descendientes. El 24 de enero de 1986 le sucedió su sobrina, hijo de su hermano Luis Fernández de Lascoiti y Zulueta, que casó con María del Carmen Franco y Rojas:
- Fabiola Fernández de Lascoiti y Franco (n. Madrid, 22 de mayo de 1935), IV baronesa de la Andaya, V marquesa de Álava, V vizcondesa de Casablanca, IV baronesa de Spínola.[5]

Casó con Tomás de la Vega y Gómez-Acebo (1928-2001), licenciado en Derecho e informático.